# Bedřich Horák
Bedřich Horák (4. září 1884 Otice – ???) byl rakousko-uherský, český a československý státní úředník a politik, koncem první republiky krátce ministr sociální péče.

## Biografie
Pocházel z Otic u Stránčic. Absolvoval Právnickou fakultu Univerzity Karlovy v Praze. Od roku 1909 pracoval jako správní úředník v Praze a Bosně a Hercegovině. Za války byl v letech 1917–1920 členem Československých legií v Rusku. Od roku 1920 působil na ministerstvu sociální péče. V roce 1935 se stal předsedou bytového a stavebního odboru tohoto rezortu. K roku 1938 se uvádí jako přednosta odboru ministerstva sociální péče.
Od 22. září 1938 zastával funkci ministra sociální péče v první vládě Jana Syrového. Na postu setrval do 4. října 1938.